# Пантелеева, Светлана Эдуардовна
Светлана Эдуардовна Пантелеева (род. 21 июня 1980, Дзержинск) — российская дзюдоистка и суматори, чемпионка и призёр чемпионатов России по дзюдо, призёр чемпионата Европы по дзюдо, чемпионка Европы и мира по сумо, мастер спорта России международного класса по дзюдо. 4 дан. Заслуженный мастер спорта по сумо. Воспитанница училища олимпийского резерва № 1 (Нижний Новгород) и спортклуба «Уран» (Дзержинск).

## Спортивные результаты
- Чемпионат России по дзюдо 1994 года — ;
- Чемпионат России по дзюдо 1995 года — ;
- Чемпионат России по дзюдо 1997 года — ;
- Чемпионат России по дзюдо 1998 года — ;
- Чемпионат России по дзюдо 1999 года — ;
- Чемпионат России по дзюдо 2000 года — ;
- Чемпионат России по дзюдо 2001 года — ;
- Чемпионат России по дзюдо 2002 года — ;
- Чемпионат России по сумо 2001 года — ;
- Чемпионат России по сумо 2003 года — ;
- Чемпионат России по сумо 2004 года — ;